# Les Garennes-sur-Loire
Les Garennes-sur-Loire – gmina we Francji, w regionie Kraj Loary, w departamencie Maine i Loara. W 2013 roku liczba ludności wynosiła 4493 mieszkańców.
Gmina została utworzona 15 grudnia 2016 roku z połączenia dwóch ówczesnych gmin: Juigné-sur-Loire oraz Saint-Jean-des-Mauvrets. Siedzibą gminy została miejscowość Juigné-sur-Loire.